# Idris petiolaris
Idris petiolaris är en stekelart som beskrevs av Sundholm 1970. Idris petiolaris ingår i släktet Idris och familjen Scelionidae. Inga underarter finns listade i Catalogue of Life.